# Кугушева, Наталья Петровна
Наталья Петровна Кугушева (1899, Москва ― 1964, Кучино) ― русская поэтесса из рода князей Кугушевых.

## Биография
Окончила гимназию в Москве (1917), затем училась в Брюсовском институте (1921—1922). Работала библиотекарем. Была принята во Всероссийский союз поэтов (1918), состояла в литературной группе «Зелёная мастерская» (1920-е гг.), выступала в поэтических концертах. В начале 1920 годов состояла в рязанской поэтической группе люминистов, основанной Вениамином Кисиным, Дмитрием Майзельсом и Николаем Рещиковым; публиковалась в коллективных альманахах этой группы.
В. Каверин вспоминал о ней: «Грустная горбатая девушка с необыкновенно большими глазами, о которой говорили, что она — бывшая княжна — истинная поэтесса».
Была знакома с Есениным, Пастернаком, Ивневым, Кручёных, Чурилиным. Мать Ларисы Рейснер в письме к дочери в 1922 году пишет: «В пятницу у меня будет ещё моя горбунья-поэтесса княгиня Кугушева, я люблю слушать её, она хаос, но надоели размеры».
В то время сама Наталья пишет: «В Союзе почти не бываю — надоело. <…> Занимаюсь эсперанто и хандрю, хандрю до ужаса. Что-то такое убийственное настроение, что нигде не нахожу себе места. Себя прямо ненавижу, чувствую и физически себя скверно. Размышления самого безобразного свойства. Отчего вот многие любят меня, а личная моя жизнь не налаживается? Как-то невыносимо тоскливо, уныло, одиноко. Отвратительно сознание своей ничтожности, я определенная бездарность, определенная, что бы мне не говорили! Точно на кресте распята душа и жаждет хотя <бы> капли живой воды. <…> Умереть бы что-ли?! Все надоело и нет ни во что веры, ни на что надежды. Неужели так вся жизнь пройдет? <…> Слоняюсь из угла в угол и не нахожу себе места. Как дальше жить и чем жить, не знаю. Даже в зеркало смотрюсь редко — ненавижу своё лицо».
Она выходит замуж за писателя-самоучку Михаила Сивачёва, автора романа «Записки литературного Макара», он умирает в 1937 году. Вторым её мужем стал Гвидо Бартель ― специалист по кремации и автор брошюр о ней.
Осенью 1941 года Наталья Петровна последовала за Г. Бартелем, которого как немца отправили в казахстанскую ссылку. «7-го будет уже месяц, как мы живем в колхозе. Гвидо работает на поле. Получает кило хлеба. Деньги наши иссякли. <…> Я, несмотря на всю трагедийность положения, не унываю. Много читаю, особенно стихов, нашла себе здесь человека, который привез всех лучших поэтов. Любит Блока как и я и мы с ним услаждаемся. <…> У нас земляной пол, топим кизяками, приобрели, наконец, топчан, а то спали на полу. Стола нету, купили две табуретки, на одной едим…».
После ареста мужа в 1942 году и его смерти (1943) жила в посёлке № 9 Карагандинской области: «В декабре прошлого года я смалодушествовала и чуть-чуть не отправилась к праотцам. Но у меня так сгустились обстоятельства, что я не могла себя преодолеть — жила впятером в хате с 4 чеченцами, вшивыми, грязными, они у меня все воровали, по стенам лазили мокрицы, а хата была без двери (в декабре), тут же любовные неурядицы <…>, а вся хата с носовой платок, а в дверях стояла корова, для того, чтобы в хату войти нужно было, — буквально, — лезть под хвост корове… Вот я и сдрейфила. Теперь держу себя в руках, крепко держу, да и мои оккультные убеждения сыграли огромную живительную роль. Точно свет открылся. „Свет на пути“. Была неделю в больнице, насилу меня спасли. Всю ночь спасали».
И, тем не менее, она пишет стихи. «Стихов много и самое страшное, что все они (если я умру) пропадут. Кто-нибудь будет ими разжигать печку. И некому их переслать, чтобы сохранили. Есть много плохих, но есть и довольно хорошие, мне жаль их больше, чем все остальное в жизни. У меня есть тетрадь, куда я их переписываю и есть старая ещё московская где много стихов в черновиках, здешних, которые надо ещё найти, раскопать в залежах». В начале 1950-х она отправляет в Москву несколько экземпляров всех своих стихов («Казахстанский дневник») — сохранился один.
В 1956 году ей разрешено вернуться, местожительством определён Малоярославец. Там она и поселилась. Свои дни окончила в доме престарелых на станции Кучино под Москвой.

## Творчество
Наталья Кугушева при жизни опубликовала несколько стихотворений в альманахах, книги вышли только после её смерти. Стихи ― в духе «неоклассицизма» 1920-х годов.

## Публикации
- Сб. «Киноварь» (Рязань, 1921)
- Альманах «Литературного особняка» № 1. М.,1922
- «Коралловый корабль» (Рязань, 1921)
- «Литературно-художеств. сб. голодающим Поволжья» (Рязань, 1921)
- «Из недр земли» (Рязань, 1922)
- «Балтийский альманах» (Каунас, 1924)
- «Новые стихи» 1. ― М..1926
- «Плетень. Стихи». ― Пг., 1921
- «Поэты наших дней. Антология». ― М..1924
- «Сегодня. Сб. стихов». ― Рязань,1921
- «Сопо» (1921)
- Сб. «Голгофа строф» (Рязань, 1920)
- Строфы века. ― М., 1995
- Сто поэтесс Серебряного века. ― СПб, 1996
- Наталья Кугушева. Некрашеные весла. ― М., 2003
- Наталья Кугушева. Проржавленные дни: Собрание стихотворений / Сост. А. Л. Соболев. — М.: Водолей, 2011. — 336 с. — (Серебряный век. Паралипоменон). ISBN 978-5-91763-052-6